# Pierrefitte (Vosgi)
Pierrefitte è un comune francese di 100 abitanti situato nel dipartimento dei Vosgi nella regione del Grand Est.

## Società

### Evoluzione demografica
Abitanti censiti